# Heinrich Gravenhorst

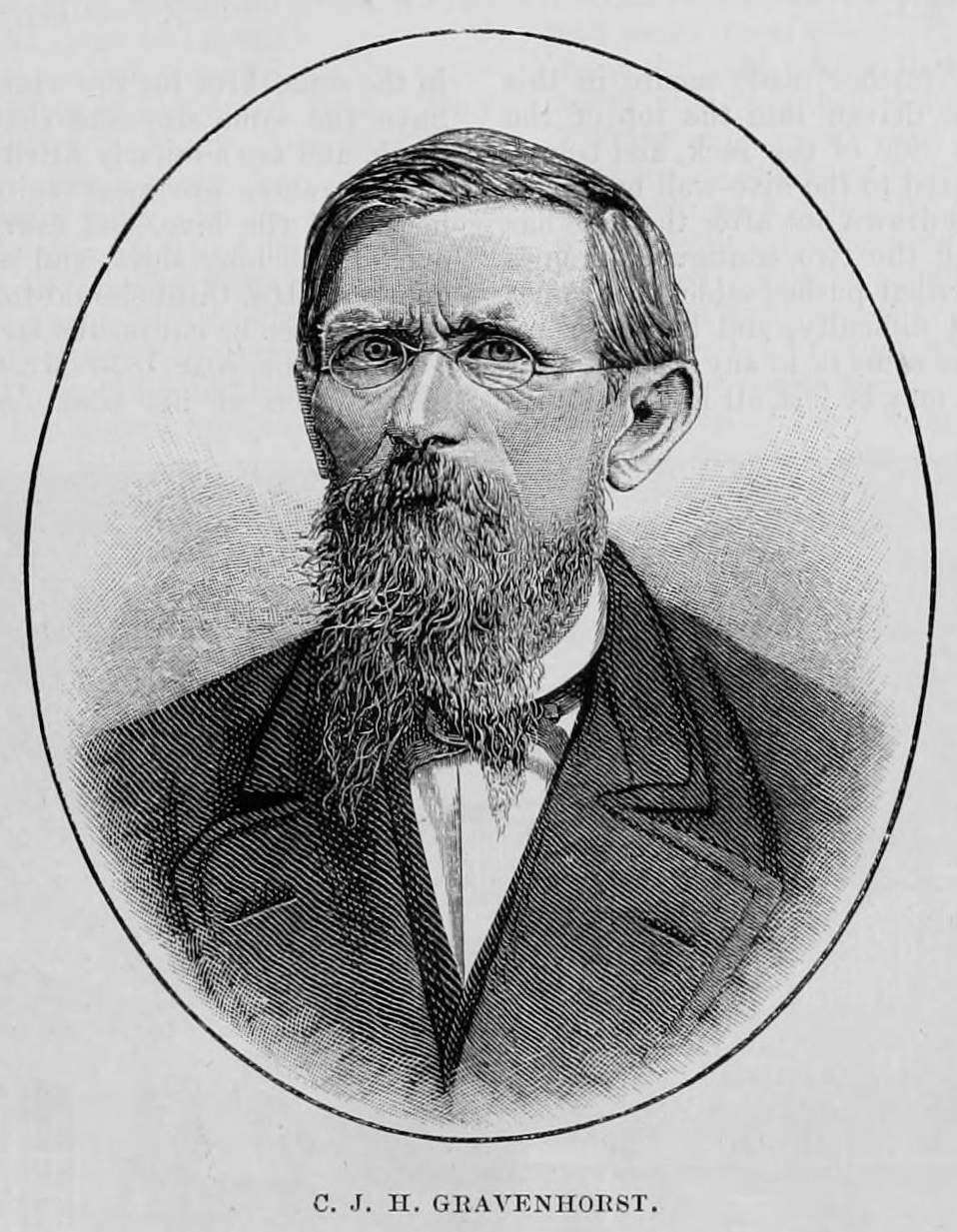

Christoph Johann Heinrich Gravenhorst  (* 26. September 1823 in Watzum in Niedersachsen; † 21. August 1898) war ein deutscher Lehrer, Imker und Herausgeber der Zeitschrift Deutsche illustrirte Bienenzeitung.

## Leben
Sein Vater war Gärtner auf dem Rittergut Schliestedt, er übernahm später die Verwaltung des Parks des Schlosses Hedwigsburg bei Kissenbrück, wo der Sohn aufwuchs und schon früh Interesse für die Natur und Lust zur Imkerei zeigte. Ostern 1844 kam er als Präparand auf das Schullehrerseminar nach Wolfenbüttel, das er 1849 verließ, um zunächst eine Hauslehrerstelle in Wispenstein anzutreten. Dann kam er als Lehrer nach Völkenrode, wo er im Jahre 1852 angestellt wurde. Am 26. August 1855 heiratete er hier die Tochter des verstorbenen Wundarztes Bielitz in Bortfeld, Franziska Bertha Christiana.  Er musste den Lehrerberuf früh aufgeben, da er das Gehör verlor; er wurde schon zum März 1860 emeritiert und widmete sich ganz der Bienenzucht. Er studierte die Werke August von Berlepschs und des Pfarrers Dzierzon zu Karlsmarkt in Schlesien und verfolgte die Fortschritte der Bienenzucht im Ausland. 1864 kaufte er sich ein Grundstück am kleinen Exercirplatze zu Braunschweig, wo er 1865 zunächst vier Bienenkörbe, seit 1868 jährlich mehr als 100, 1883 sogar 126 Bienenstöcke aufstellte. Er entwickelte den sogenannten Bogenstülper, der bald große Anerkennung fand und veröffentlichte seine Erfahrungen in dem Buch Der praktische Imker.
Seit Oktober 1883 gab er auch eine Zeitschrift, die „Deutsche illustrirte Bienenzeitung“ heraus, daneben später ein „Imkeralbum. Porträts und Lebensbeschreibungen verdienstvoller Bienenzüchter“, von dem 1889 die erste, 1895 die zweite Folge ausgegeben wurde. Die Ausdehnung, die Gravenhorsts Bienenzucht genommen hatte, veranlasste seinen Nachbarn, ihn wegen „Eigenthumsstörung“ zu verklagen. Als er den Prozess verloren hatte, verließ er Braunschweig und übernahm das Gut Sterbeckshof bei Glöwen. Er siedelte 1887 nach Wilsnack um, wo er einen neuen Bienenstand anlegte, den er von Jahr zu Jahr vergrößern konnte, und den er dann allmählich, wie auch die Herausgabe der Zeitschrift, seinem Sohne Hugo überließ. Er galt im  Kreise der Bienenzüchter als eine bekannte und geachtete Persönlichkeit.

## Gravenhorster Bogenstülper

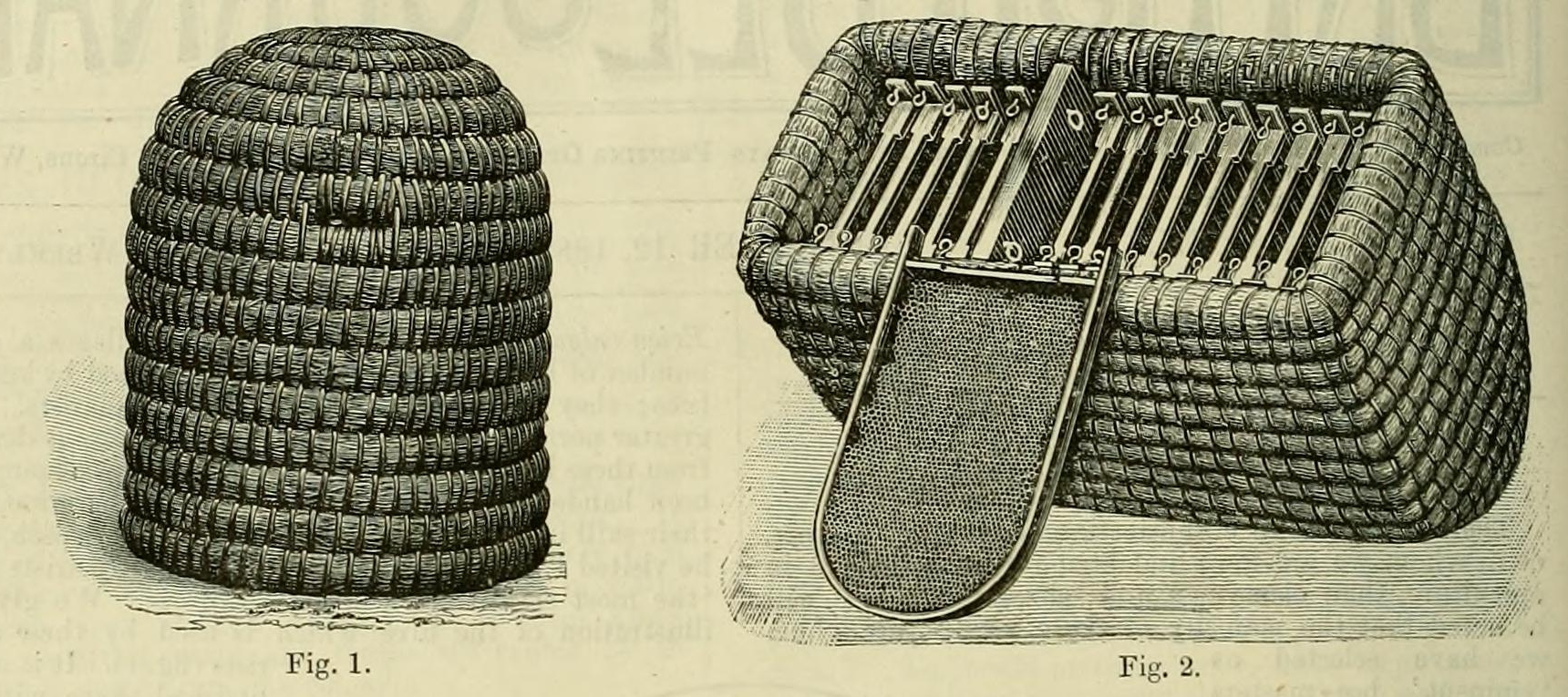
Lünebürger Stülper und der daraus entwickelte Gravenhorster Bogenstülper

Der Bogenstülper stellt den Übergang von Stabilbau zum Mobilbau dar. Er fand hohe Verbreitung in Ausführungen von 4 bis 16 Waben. Gravenhorst wollte die Vorteile der Lüneburger Korbimkerei mit den neuen Erfahrungen aus der Arbeit mit Waben in „Mobilbauweise“ vereinigen. 1873 erschien sein Werk „Der praktische Imker. Anleitung sich den Bogenstülper, einen anerkannt guten und billigen Strohkorb mit Mobilbau selbst anzufertigen und darin die Bienenzucht mit Nutzen zu betreiben“. Das Buch wurde in insgesamt vier Auflagen (bis 1887) verausgabt. Die Rähmchen sind bogenförmig angeordnet und werden von unten eingeschoben. Zum Abernten werden die Waben von einer Seite entnommen und gepresst. Dann wird wieder mit Bogenrähmchen aufgefüllt.

## Werke
- Der praktische Imker (1883)